# Rogue River
Rogue River – miasto w Stanach Zjednoczonych, w stanie Oregon, w hrabstwie Jackson.